# مگی الیزابت جونز
مگی الیزابت جونز (به انگلیسی: Maggie Elizabeth Jones) (زاده ۱۰ اکتبر ۲۰۰۳) بازیگر آمریکایی است.
از فیلم‌های معروف او می‌توان به بازی در فیلم ما باغ وحش خریدیم و بن و کیت اشاره کرد.